# Dodford (Northamptonshire)
Dodford – wieś w Anglii, w hrabstwie Northamptonshire, w dystrykcie (unitary authority) West Northamptonshire. Leży 14 km na zachód od miasta Northampton i 105 km na północny zachód od Londynu. W 2001 miejscowość liczyła 160 mieszkańców.